# Résistance aux antibiotiques
La résistance aux antibiotiques ou antibiorésistance est la capacité d'une bactérie à résister aux effets des antibiotiques. C'est l'une des formes de la pharmacorésistance, différente du phénomène de tolérance aux antibiotiques.

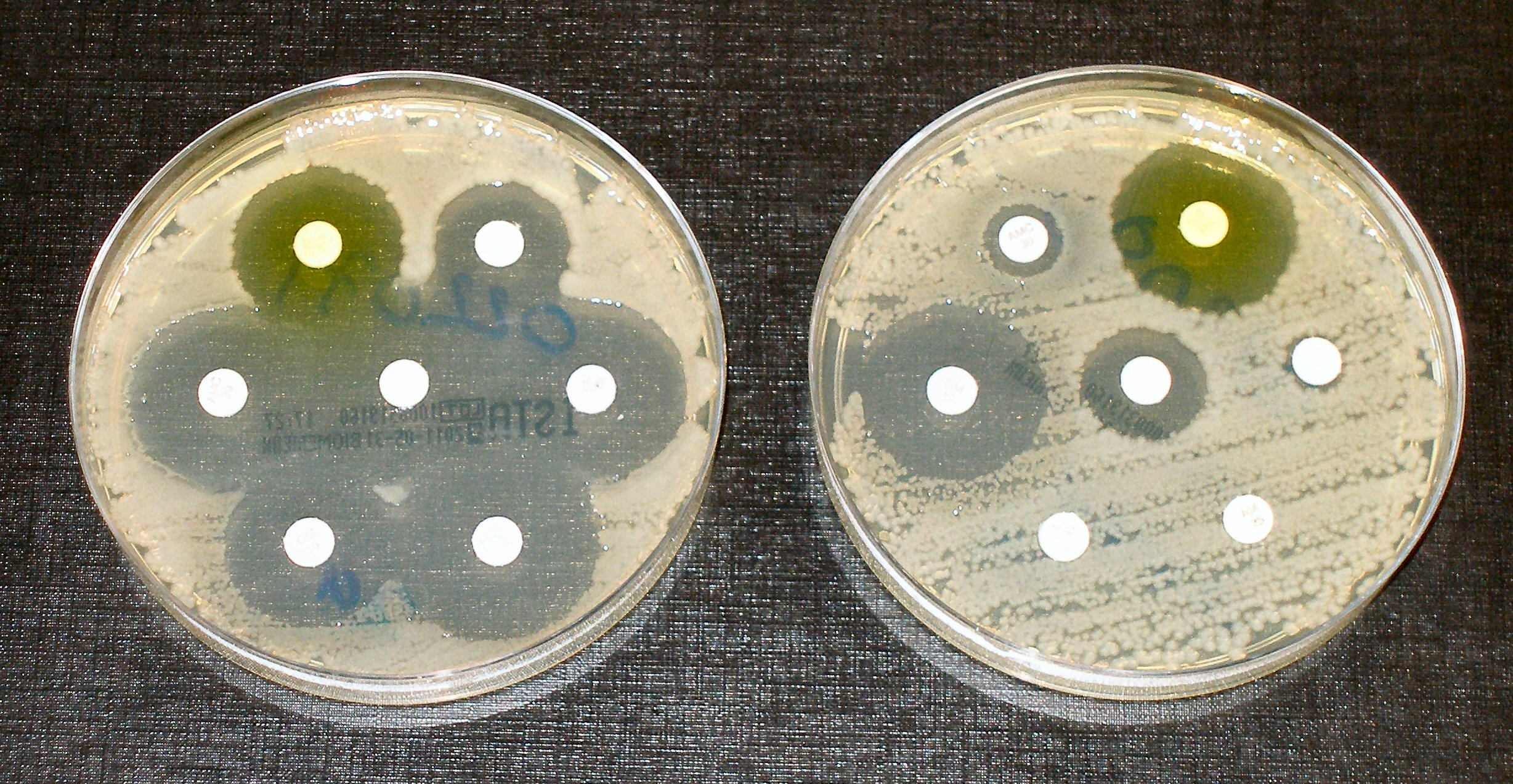
Tests de résistance aux antibiotiques : une souche de bactérie cultivée en boîte de Petri est exposée à des disques blancs contenant chacun un antibiotique différent. À gauche, les bactéries sont sensibles à tous les antibiotiques testés (comme le montrent les anneaux sans bactéries autour des disques) alors que dans la boîte de droite, elles ne sont sensibles qu'à seulement trois des sept antibiotiques testés.

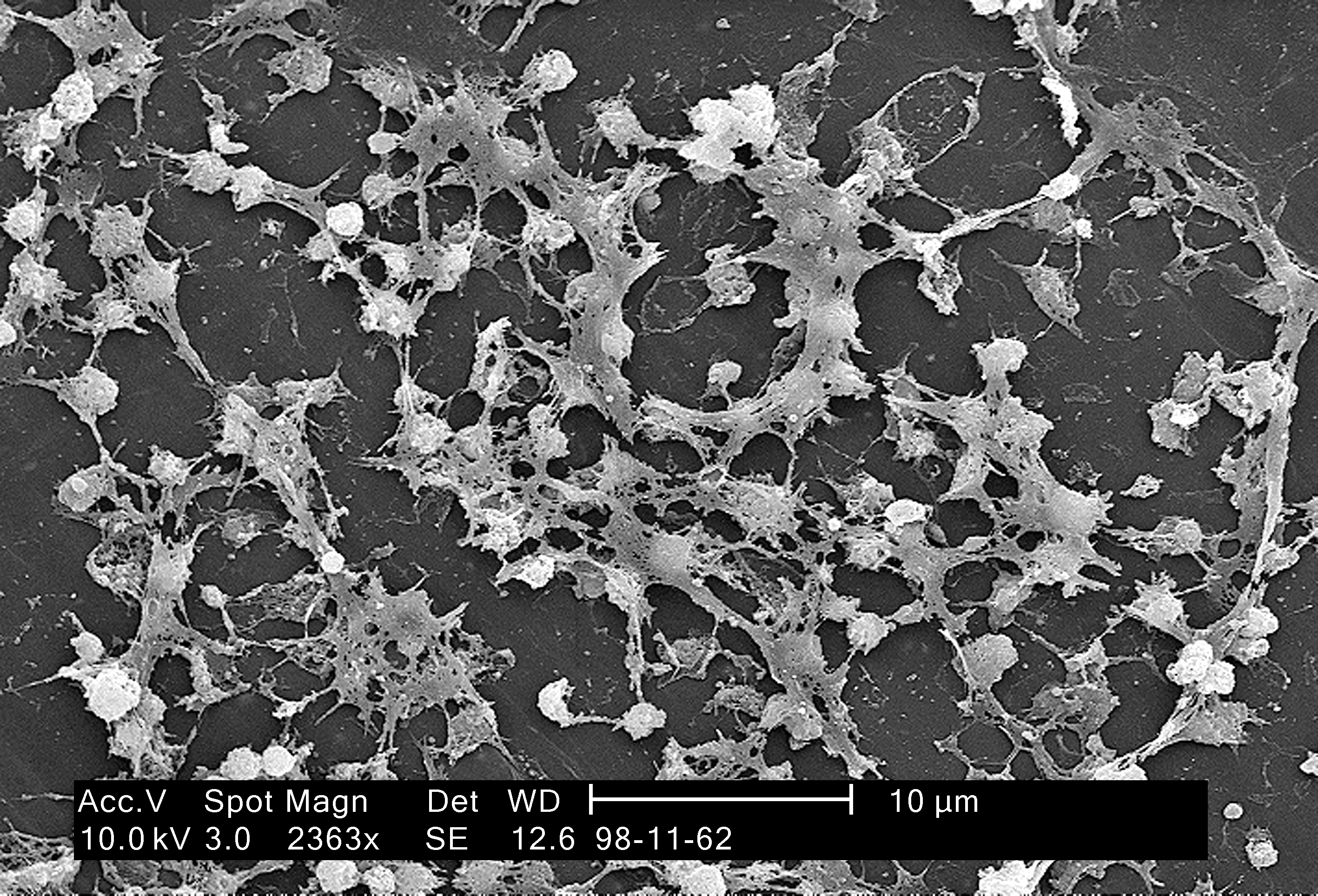
Staphylococcus croissant dans la lumière d'un cathéter, cause possible de maladie nosocomiale.

Principe de la résistance aux antibiotiques.

La sélection naturelle a doté les bactéries de mécanismes de résistance ou d'adaptation face à certains stress (rayonnement UV, chaleur, froid, etc.) et face à des molécules toxiques auxquelles elles sont confrontées dans leur environnement (métaux lourds, substances antibiotiques sécrétées par des animaux, plantes, bactéries ou champignons pour leur propre défense, etc.). Or, la plupart des médicaments antibiotiques proviennent de ces mêmes plantes, bactéries ou champignons ou s'en inspirent. Des biocides synthétiques industriels et agroindustriels suscitent aussi des résistances virales et bactériennes susceptibles d'affecter l'agriculture (culture de plantes ou de champignons), la santé animale (santé des animaux sauvages, d'élevage, d'aquaculture ou domestiques) et la santé publique.
On suppose que l'adaptation naît généralement de mutations génétiques aléatoires, ou fait suite à des échanges de gènes de résistance entre des bactéries (transformation génétique, transduction). La résistance provient souvent d'une perméabilité cellulaire sélectivement renforcée pour l'antibiotique, d'une activité enzymatique détruisant la molécule biocide, ou encore de l'entrée dans une phase de sporulation du microorganisme. Certaines bactéries stressées échangent spontanément des gènes de résistances avec d'autres bactéries proches (échanges dits « horizontaux », car ne nécessitant pas de transmission descendante de mère à fille). L'acquisition de cette résistance apparaît en général une dizaine d'années après l'introduction de l'antibiotique.
Il existe plusieurs niveaux de résistance aux antibiotiques : résistance naturelle (systématique), résistance habituelle ou courante, multirésistance (BMR : bactéries multirésistantes aux antibiotiques, porteuses de plusieurs gènes de résistance pour différents antibiotiques), haute résistance (BHR : bactéries hautement résistantes), ultra-résistance (BUR) et pan-résistance ou toto-résistance (BPR ou BTR).
La généralisation d'une résistance au sein d'une population de bactéries s'explique souvent par une exposition prolongée de cette population à l'antibiotique. La forte consommation humaine et vétérinaire d'antibiotiques en France en fait l'un des pays les plus touchés par l'antibiorésistance.
Selon un rapport AESA-ECDC publié début 2016, l'antibiorésistance tue environ 25 000 personnes par an en Europe, et un grand nombre de volailles sont encore, en 2015, contaminées par des antibiotiques et porteuses de bactéries résistantes (poulets et dindes étant les plus concernés),. Les antibiorésistances sont de plus en plus fréquentes, dont en milieu d'élevage et dans l'environnement hospitalier.

## Histoire
Le romancier Alphonse Allais avait imaginé en 1893 dans L'anti-filtre du Captain Cap que la sélection naturelle empêcherait un jour la destruction des microbes à force de les combattre. De fait, des antibiorésistances ont été identifiées dès les années 1940, mais comme de nouveaux antibiotiques étaient alors régulièrement découverts, à un rythme soutenu, l'antibiorésistance n'a pas, dans ce premier temps, attiré l'attention du public ou de l'industrie pharmaceutique. Le tableau suivant indique les dates d'introduction des grandes familles d'antibiotiques dans l'arsenal thérapeutique et les dates d'apparition des premières résistances sur des souches cliniques.
| Antibiotique    | Année d'introduction | Apparition des premières résistances |
| --------------- | -------------------- | ------------------------------------ |
| Sulfamides      | 1936                 | 1940                                 |
| Pénicilline G   | 1943                 | 1946                                 |
| Streptomycine   | 1943                 | 1959                                 |
| Chloramphénicol | 1947                 | 1959                                 |
| Tétracycline    | 1948                 | 1953                                 |
| Erythromycine   | 1952                 | 1988                                 |
| Ampicilline     | 1961                 | 1973                                 |
| Ciprofloxacine  | 1987                 | 2006                                 |

À la fin du XXe siècle, le consensus existait sur le fait que les impacts de l'usage excessif d'antibiotiques, aggravés par la rareté des nouveaux médicaments mis sur le marché, pouvaient induire un risque de crise sanitaire mondiale à moyen ou à long terme pour certaines maladies.
Si l'utilisation abusive de médicaments en médecine humaine ne fait plus de doute, le recours à de grandes quantités d'antibiotiques dans l'alimentation animale et l'agriculture est une cause d'antibiorésistance passée longtemps inaperçue. Des antibiotiques sont massivement utilisés, et de manière moins réglementée, par des éleveurs, pisciculteurs, agriculteurs et arboriculteurs en actions thérapeutique et prophylactique, et de façon plus controversée comme facteurs de croissance et de gain de masse corporelle.
Il existe un double risque de transmission croissante de bactéries résistantes aux éleveurs et aux consommateurs de viande via la chaîne alimentaire. Les épandages de lisiers et fumiers contenant des microbes devenus résistants aux antibiotiques pourraient ainsi également poser des problèmes écoépidémiologiques et de santé publique.
L'OMS a officiellement invité (en 2003) les éleveurs à ne pas utiliser d'antibiotiques comme facteurs de croissance et à en user prudemment en thérapeutique, mais c'est dans l'Union européenne que la question a d'abord été évoquée et que la réglementation a commencé à freiner cette tendance, avec notamment cinq promoteurs de croissance  (zinc bacitracine, spiramycine, tylosine, virginiamycine et olaquindox) interdits dans l'alimentation animale dans l'UE à partir de 1999. Des moyens d'analyser plus vite et à moindre coût ces produits dans l'alimentation animale et la viande sont à l'étude.
La résistance croisée contre des biocides à large spectre et des agents antimicrobiens (dont ceux ciblant la paroi cellulaire et la membrane cellulaire des bactéries) est considérée par l'OIE comme une question émergente.
Dans les années 2010, diverses campagnes de sensibilisation ont été menées. L'OMS a publié en 2014 un nouveau rapport sur l'antibiorésistance dans 114 pays, montrant que le monde entier est déjà touché et que la menace est grave pour la santé publique. Le grand public comprend encore mal le phénomène et le sous-estime : en 2015, selon l'OMS, seul un quart des pays ont un plan en cours et les moyens de lutter contre ce phénomène manquent dans tous les pays. Une enquête OMS réalisée auprès de 10 000 personnes dans douze pays révèle que 75 % des sondés croient, à tort, que c'est notre organisme qui devient résistant à l'antibiotique, et non le microbe ; 66 % pensent que seuls ceux qui ne prennent pas correctement pas leur traitement risquent d'être infectés par un microbe antibiorésistant ; 44 % pensent que seuls ceux qui prennent régulièrement des antibiotiques risquent une telle infection. Pire, 32 % estiment qu'un patient peut interrompre son traitement dès lors qu'il se sent mieux, et 64 % pensent que la recherche trouvera une solution « avant que le problème ne devienne trop grave ».
Les biologistes évolutionnistes (et l'expérience) ont montré que les hautes-doses d'antibiotiques (outre qu'elles ont souvent des effets toxiques et écotoxiques) ne peuvent pas réellement aider à longtemps prévenir le développement de l'antibiorésistance. Des chimistes de l'Université de Harvard estiment pouvoir encore créer et utiliser de nouvelles variations de la classe déjà très utilisée d'antibiotiques macrolides.
L'OMS a validé en mai 2015 un « plan d'action contre la résistance aux antibiotiques et aux autres médicaments antimicrobiens » puis a lancé (en novembre 2015) la première « semaine mondiale pour un bon usage des antibiotiques », mais pour Keiji Fukuda (Sous-Directeur général OMS pour la sécurité sanitaire), « le monde risque de sombrer dans une ère post-antibiotiques : le moment est venu de prendre des mesures énergiques ».
En 2016, l'économiste anglais Jim O'Neill propose au gouvernement britannique  neuf grandes pistes d'interventions contre l'antibiorésistance, passant notamment par de nouvelles pratiques en matière d'étiquetage de la viande, et 1 milliard de dollars d'incitations pour les sociétés pharmaceutiques car, selon une étude prospective, l'antibiorésistance pourrait être responsable en 2050 d'environ 10 millions de morts par an mondialement, soit plus que le cancer (8,5 millions de morts/an en 2050).

## Origines naturelles de la résistance aux antibiotiques
La résistance aux antibiotiques est aussi ancienne que les antibiotiques eux-mêmes. Elle est pour partie antérieure à leur utilisation par l'Homme.
Les molécules antibiotiques actuelles sont en effet souvent issues des micro-organismes (fongiques par exemple) qui doivent depuis des millions d'années se défendre contre les bactéries. De nombreux antibiotiques sont synthétisés par des bactéries de la famille des actynomycètes, comme la streptomycine qui est produite par Streptomyces griseus. Il s'ensuit deux phénomènes : 
1. La sécrétion d'antibiotiques (contre lequel le microorganisme doit donc lui-même aussi résister) est aussi une stratégie développée par ces organismes bactériens pour éliminer leurs compétiteurs ou pathogènes de leur environnement. Ces bactéries productrices d'antibiotiques ont développé plusieurs enzymes leur permettant de résister à la molécule qu'elles produisent, afin de ne pas en être elles-mêmes les victimes : ces micro-organismes fabriquent en même temps le poison et l'antidote. Par transfert entre bactéries, les gènes codant ces enzymes de résistance peuvent se propager et transmettre la capacité de résistance à d'autres espèces, ce qui est observé dans l'environnement.
2. Il existe depuis longtemps une co-évolution entre des organismes sécrétant des antibiotiques et des organismes cibles qui tendent à s'y adapter (via le jeu de la sélection naturelle). Les progrès de la biologie moléculaire ont permis à la paléomicrobiologie de récemment le prouver à partir d'analyses d’échantillons humains (de plaque dentaire et d'excréments) et d'échantillons environnementaux anciens : il existe, depuis des siècles et millénaires au moins , dans le microbiote humain des gènes codant certaines antibiorésistances. En 2016, selon M. Drancourt[23], des résistances « antiques » aux β-lactamines, aux glycopeptides, aux tétracyclines et aux macrolides ont été démontrées[24]. C'est l'une des origines de l'antibiorésistance.

De manière générale, la résistance aux antibiotiques résulte donc d'une évolution par sélection naturelle, les antibiotiques exerçant une pression sélective très forte, en éliminant les bactéries sensibles. Les bactéries présentant une mutation leur permettant d'y survivre continuent à se reproduire, en transmettant à leur descendance leurs gènes de résistance, produisant rapidement une génération de bactéries pleinement ou majoritairement résistantes.

## Causes contemporaines et anthropiques
L'utilisation massive d'antibiotiques dans le monde, depuis la seconde moitié du XXe siècle, a exposé un grand nombre de bactéries, pathogènes notamment, à des antibiotiques, en causant des maladies nosocomiales, partout dans le monde. Un phénomène d'augmentation du résistome (ensemble des gènes de résistance trouvés dans un organisme,,,) est constaté. Il a plusieurs raisons démontrées, toutes liées à des modalités inappropriées d'utilisation des antibiotiques, qui influent fortement sur le nombre de souches d'organismes devenant résistants.
Parmi les raisons bien connues figurent :

### Utilisation massive d'antibiotiques comme adjuvants alimentaires et/ou médicaments vétérinaires dits préventifs (en élevage)
En tonnage absolu, l’élevage est de loin le principal utilisateur d’antibiotiques dans le monde (environ 70%).
Cet usage est massif dans les élevages industriels (ex : porcs, bovins, volailles ou encore saumons d'élevage). Ces élevages par nature concentrationnaires sont propices à l'apparition et à la diffusion de zoonoses transmissibles à l'homme et/ou à d'autres animaux.
L'utilisation abusive par l'élevage intensif d'antibiotiques comme facteur de croissance, en complément éventuellement de traitements hormonaux, chez des animaux d'élevage est régulièrement dénoncé : « Ce réservoir de résistance peut être transmis directement ou indirectement à l'homme par la consommation d'aliments et par contact direct ou indirect. Les bactéries antibiorésistantes peuvent avoir des effets graves sur la santé, directement ou via la transmission de facteurs de résistance à des agents pathogènes, provoquant des maladies difficiles à traiter, avec par conséquent des taux de morbidité et de mortalité plus élevés. De plus, la sélection et la prolifération de souches résistantes aux antibiotiques peuvent être disséminées dans l'environnement via les déchets animaux, améliorant ainsi le réservoir de résistance existant dans le microbiome environnemental ».
Des chercheurs dénoncent et mesurent depuis les années 1970 ces excès (volailles, porcs) ou des cultivateurs, par exemple en complément alimentaire pour une croissance accélérée des animaux d'élevage.
Dès les années 1980 on a montré que ces antibiotiques pouvaient affecter les éleveurs et les consommateurs, notamment en favorisant des souches de bactéries antibiorésistantes,, les animaux de ferme pouvant alors devenir des réservoirs de bactéries résistantes.

### Utilisation massive d'antibiotiques en plein air (agriculture, horticulture)
Ils sont utilisés comme pesticides phytopharmaceutiques pulvérisés sur des plantes. Des antibiotiques ont ainsi été dispersés et le sont encore en 2019 dans certains pays (Floride aux États-Unis, par exemple) par dizaines de milliers de tonnes sur les arbres de vergers (vergers de pommiers et d'agrumes. Ces antibiotiques visaient par exemple la bactérie responsable du feu bactérien ou le champignon de la moisissure verte.
Ces conditions d'utilisation sont particulièrement propice à la dispersion rapide et étendue de l'antibiotique dans la nature. De même pour les microbes résistants aisément dispersés par le vent, les pollinisateurs et autres insectes, les oiseaux et autres animaux, ainsi que par le ruissellement. Les cultures florales sont aussi concernées ; par exemple aux Pays-Bas un antibiotique fongicide a été recommandé contre la brûlure de la tulipe en plein air ; il a induit chez l'Homme une hausse de l'aspergillose, devenue résistante aux traitements chez les personnes dont le système immunitaire est affaibli.
La pulvérisation directe, puis la dispersion de résidus d'antibiotiques et de microbes résistants dans l'environnement (via les eaux usées, l'urine et les excréments ou les cadavres d'animaux et d'humains traités) a aggravé le phénomène. Ainsi trouve-t-on dans les milieux aquatiques situés à proximité de zones d'élevage et d'hôpitaux un nombre plus élevé de microbes devenus antibiorésistants (dont en France).

### Utilisation excessive comme médicament chez l'Homme
Un usage inutile (ex : prescription d'antibiotiques inutiles contre des maladies virales) ou imprudent d'antibiotiques à large spectre, comme la deuxième et troisième génération de céphalosporine, a entraîné une résistance à la méticilline, même pour des organismes n'ayant jamais été directement exposés à la pression sélective de la méticilline.
Les prescriptions de précaution, des diagnostics incorrects (suivis d'antibiothérapies inutiles) et parfois l'utilisation inappropriée d'antibiotiques par les patients eux-mêmes ont exacerbé le phénomène ;

### Utilisation massive ou inappropriée de biocides chimiquement proche d'antibiotiques
Des usages industriels et domestiques, de produits chimiquement proches ou identiques à certains antibiotiques ou désinfectants médicaux et vétérinaires ont entretenu des réservoirs de microbes et de gènes d'antibiorésistance, contribuant à généraliser l'antibiorésistance.

### Mondialisation du commerce
Le transport des biens, aliments, animaux et personnes dans le monde s'est intensifié. Il s'est aussi fortement accéléré. Ceci favorise une dispersion de souches antibiorésistantes dans les communautés humaines et dans la nature, dans les élevages. Ceci favorise aussi les passages de l'animal à l'Homme et inversement (des transferts d'antibiorésistance à l'homme se font par proximité avec l'animal, mais aussi directement via certains aliments).

### Impact des pandémies sur l'usage des antibiotiques
Une étude menée dans un établissement de santé du NHS anglais entre 2019 et 2020 a révélé des changements significatifs dans les habitudes de prescription d'antibiotiques pendant la pandémie de COVID-19. En utilisant la classification AWaRe de l'Organisation mondiale de la santé (Accès, Surveillance, Réserve), l'étude portant sur 640 patients atteints d'infections respiratoires a observé une augmentation importante de l'utilisation d'antibiotiques de la catégorie « Surveillance » en 2020, passant de 259 cas en 2019 à 386 cas. L'azithromycine a connu une hausse particulièrement marquée, passant de 12 prescriptions en 2019 à 46 en 2020, tandis que l'amoxicilline/acide clavulanique demeurait l'antibiotique le plus prescrit dans les deux années. Ces résultats soulignent l'importance de renforcer les programmes de gestion des antibiotiques lors des crises sanitaires pour prévenir l'aggravation du phénomène de résistance aux antibiotiques.

### Effets sublétaux de certains produits chimiques sur les bactéries
En 2015 une étude a montré que des herbicides chimiques, notamment le glyphosate, peuvent, en présence de certains antibiotiques, favoriser des phénomènes d’antibiorésistances (éventuellement chez des pathogènes alimentaires). De même pour l’acide salicylique (moléculairement proche de certains herbicides),,,,. Les auteurs précisent que « la concentration en herbicide nécessaire pour induire une réponse détectable aux antibiotiques était inférieure à la concentration spécifiée pour l'application de ces herbicides par les étiquettes ». Ils soulignent que « des expositions environnementales suffisantes se produisent donc dans les milieux urbains et agricoles, ainsi potentiellement que dans les voies navigables » ou les cours d'eau où des résidus d'antibiotiques et des herbicides sont fréquemment détectés, ce qui pourrait créer des conditions permettant une réponse altérée des bactéries aux antibiotiques, induite par l'exposition à des herbicides. Parmi les insectes, l'abeille domestique, dont les ruches sont prophylactiquement traitées par des antibiotiques, est directement concernée. De plus, un effet synergique a été constaté chez des bactéries expérimentalement exposées à 2 différents facteurs promouvant son antibiorésistance (ex : acide salicylique + Dicamba) ; les auteurs n’excluent donc pas un effet additif des diverses substances ingérées (effet que le protocole de cette étude ne prévoyait pas d’évaluer). Cette situation peut se présenter en cas d'épandage agricoles (« en présence de ces herbicides, une concentration donnée d’un antibiotique peut donc s’avérer assez élevée pour permettre l’émergence de résistances »), alors que les fumiers et lisiers contiennent de nombreux résidus d’antibiotiques et des pathogènes antibiorésistants et que les taux d’herbicides qui se sont expérimentalement montrés suffisants pour modifier le MIC sont de l’ordre de celles retrouvées dans un tel environnement. Les auteurs s'inquiètent aussi du fait que du glyphosate ou ses résidus sont fréquemment trouvés dans le corps humain ou d'animaux. Ils alertent enfin sur le fait que l'utilisation croisée de certains herbicides et d'antibiotiques dans l'environnement d'animaux de ferme et d'insectes  tels que les abeilles pourrait aussi compromettre leurs effets thérapeutiques et secondairement conduire à une utilisation croissante d'antibiotiques.

## Étude du «résistome»
Le résistome est la part des gènes présents dans le microbiote qui rend certains microbes résistants à au moins un antibiotique.
L'observation, en 2009, d'une tribu de chasseurs-cueilleurs Yanomami de la jungle amazonienne interroge la recherche sur le microbiome et le résistome. Cette étude a amené deux découvertes : 
- le microbiote (fécal, oral et cutané) de ces Yanomami vivant dans « un village sans aucun contact antérieur documenté avec des occidentaux » « héberge un microbiome contenant la plus grande diversité de bactéries et de fonctions génétiques jamais répertoriées dans un groupe humain », dont possiblement « des bactéries potentiellement bénéfiques » encore inconnues et qui pourraient disparaitre avec l'occidentalisation de ces tribus ;
- Le microbiote de ces Yanomami (communauté a priori peu confrontés à des antibiotiques) contenait aussi des bactéries (E. Coli généralement) dotées de gènes AR (connus pour coder des protéines impliquées dans les processus de résistance à certains antibiotiques), plus que chez certains cas témoins venant de  communautés rurales du Venezuela et du Malawi)[53]. Ces gènes (peut être en partie au moins originaire d'autres régions du monde) sont probablement ici « silencieux », mais ils pourraient être mobilisés par la sélection naturelle en cas de contact répétés de ces populations avec des antibiotiques[53].

## Mécanismes biologiques et écologiques de la résistance aux antibiotiques

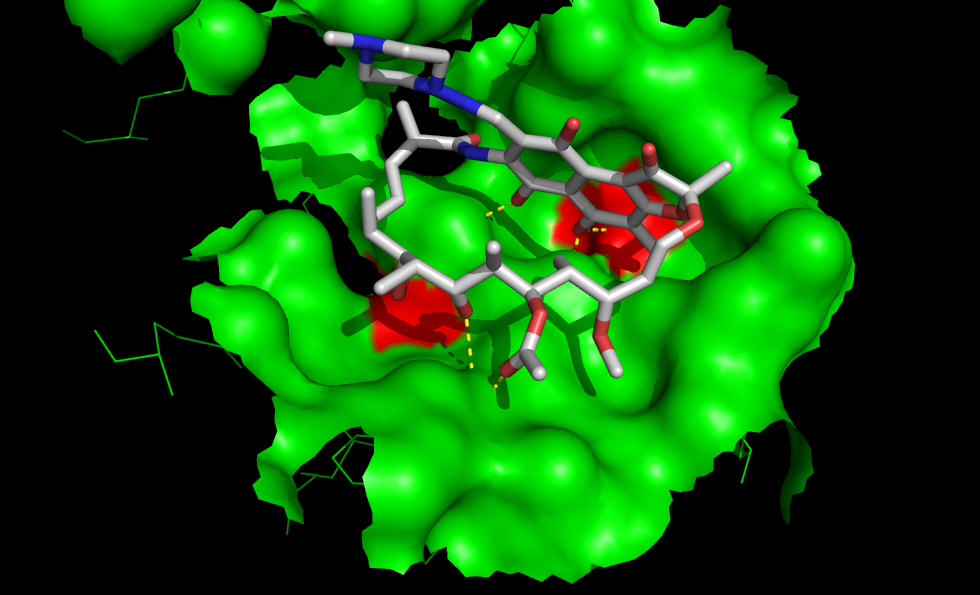
Rifampicine fixée à sa cible, l'ARN polymérase bactérienne. La surface de l'enzyme est indiquée en vert. Les mutations conférant la résistance à la rifampicine correspondent aux acides aminés en rouge.

La résistance aux antibiotiques est issue d'un ensemble de mécanismes (non exclusifs) :
- la mutation de la cible de l'antibiotique. Les médicaments antibiotiques se fixent sur une cible précise dans la cellule : enzyme de la paroi, ribosome, etc. Une petite modification (consécutive à une mutation) du site de fixation suffit souvent à empêcher la liaison à l'antibiotique. C'est l'un des mécanismes de résistance à la streptomycine, l'un des premiers antibiotiques utilisés pour traiter la tuberculose. Il est important de noter que si la cible de l'antibiotique est une protéine essentielle pour la bactérie, il faut que la mutation conférant la résistance à l'antibiotique n'empêche pas la protéine d'être fonctionnelle ;
- autre modification de la cible de l'antibiotique. Une enzyme spécifique effectue une modification chimique covalente de la cible, par exemple par une méthylation qui inhibera la fixation de l'antibiotique, comme dans le cas précédent, mais ici sans modification du génome. Ce type de mécanisme est rencontré dans la résistance aux macrolides, où une méthylase confère une résistance en modifiant l'ARN ribosomique au niveau du site de liaison de l'antibiotique ;
- la sur-expression de la cible de l'antibiotique. En produisant davantage de la macromolécule ciblée, la bactérie arrive à maintenir suffisamment d'activité biologique pour se développer, malgré la présence de l'antibiotique ;
- la modification de l'antibiotique. De nombreuses souches résistantes fabriquent une enzyme qui modifie ou qui clive la molécule d'antibiotique, la rendant inactive. C'est le mécanisme principal de résistance aux β-lactamines[54] (famille de la pénicilline et des céphalosporines) qui implique les enzymes de la famille des β-lactamases. C'est également un des mécanismes de résistance aux antibiotiques de la famille des rifamycines[55] (comme la rifabutine) qui implique des enzymes de la famille des ADP-ribosylases ;
- la réduction de la perméabilité membranaire. La bactérie « ferme » les pores par lesquels l'antibiotique pénètre dans la cellule. Ces pores sont normalement constitués de protéines qui forment des canaux et que l'on appelle des porines. Les bactéries résistantes réduisent leur nombre de porines ;
- l'efflux des antibiotiques. Les bactéries sont capables d'éliminer les antibiotiques par pompage actif hors de la cellule, qui « recrache » littéralement les composés toxiques au dehors. C'est l'un des principaux mécanismes de résistance de Pseudomonas aeruginosa, pathogène opportuniste responsable de nombreuses infections nosocomiales, et des bactéries Gram négatives en général[56] ;
- défense altruiste. Des bactéries très résistantes sont capables de synthétiser l’indole en très grande quantité pour subvenir aux besoins des bactéries sensibles. Ce composé organique possède une double fonction de résistance : efflux des antibiotiques et activation d’une voie métabolique empêchant la synthèse de radicaux libres qui peut être favorisée par l’antibiotique[57].
- Les biofilms accidentellement et anormalement devenus pathogènes sont souvent très résistants et notamment antibiorésistants[58]. Cette résistance accrue est acquise par plusieurs moyens[59], et en particulier par le phénomène de « conjugaison »[60], qui opère une mutation des gènes bactériens à l'intérieur du biofilm. Ainsi le transfert de gènes entre bactéries par le phénomène de conjugaison, serait 700[61] à 1000[62] fois plus important à l'intérieur d'un biofilm qu'entre individus planctoniques. Une étude sur les biofilms de la bactérie Acinetobacter baumannii a par exemple montré une corrélation entre l'importance du biofilm et l'antibiorésistance[63].
- 80% des résistances ont pour origine des résistances plasmidiques[64](mutation génétique des bactéries). Les virus bactériophages du virome, participent à cette action[65] en conférant par sélection naturelle aux bactéries une résistance accrue aux antibiotiques. Cependant l'action virale contribuerait beaucoup plus rarement[66],[67] à l'apparition de bactéries résistantes que le phénomène de conjugaison intervenant dans les biofilms.

## Mécanismes moléculaires de la résistance aux antibiotiques
La résistance des bactéries aux antibiotiques peut être innée (par exemple les pompes d'efflux des bactéries Gram négatives empêchent naturellement l'action de certains antibiotiques comme le linézolide) ou acquise à la suite d'une pression de sélection.
Parmi les mécanismes d'acquisition de résistance, les bactéries peuvent s'adapter à la toxicité d'un antibiotique via des mutations ponctuelles (erreur de réplication conférant un avantage sélectif) ou via un transfert horizontal de gènes (transfert de plasmide ou de transposon). Par exemple, la résistance aux β-lactamines est due à une β-lactamase qui hydrolyse la pénicilline et la céphalosporine. La résistance à de nouveaux antibiotiques de type β-lactamine est principalement due à des mutations au sein des β-lactamases augmentant leur spectre de substrat. La résistance est également associée avec une amplification génique conférant la résistance aux antibiotiques.
La sporulation ou encore la création de biofilms résistants aux antibiotiques et parfois à de nombreux agents nettoyants sont d'autres stratégies, maintenant considérées comme mécanisme de résistance intrinsèque résultant de physiologique (phénotypique) d'adaptation des cellules.
Si l'émergence de mécanismes moléculaires de résistance est une étape cruciale, puisqu'elle constitue la naissance d'une nouvelle souche bactérienne résistante, son poids est faible si l'on s'intéresse à la dynamique d'épidémies de bactéries résistantes aux antibiotiques. En effet, le principal impact de l'exposition aux antibiotiques au niveau des microbiotes est d'accélérer la décolonisation naturelle des bactéries sensibles comparativement aux bactéries résistantes. Il en résulte une relative vacuité de la niche populationnelle occupée par les bactéries sensibles et une dissémination relativement plus importante des bactéries résistantes.

## Micro-organismes pathogènes résistants
- Staphylococcus aureus (couramment appelé « Staphylocoque doré ») est l'un des micro-organismes pathogènes les plus résistants. Présent sur les muqueuses et la peau d'environ un tiers des humains, il s'adapte très rapidement à la pression sélective des antibiotiques. C'est la première bactérie à présenter une résistance à la pénicilline — dès 1947, soit cinq ans après le début de la production de masse de cet antibiotique. La méticilline était alors l'antibiotique de choix. Un SARM (Staphylococcus aureus résistant à la méticilline) est découvert en 1961 en Grande-Bretagne. Le SARM est désormais assez courant en milieu hospitalier : il était responsable de 37 % des cas fatals de septicémie au Royaume-Uni en 1999, soit 4 % de plus qu'en 1991. La moitié[réf. souhaitée] de tous les staphylocoques dorés aux États-Unis sont résistants à la pénicilline, la méticilline, la tétracycline et l'érythromycine. La vancomycine est l'antibiotique qui reste efficace dans ce cas pour l'instant. Une nouvelle classe d'antibiotiques, les oxazolidinones, est disponible depuis les années 1990 et la première application commerciale, le linézolide, est comparable à la vancomycine pour son efficacité contre le SARM[réf. souhaitée]. Toutefois, un VRSA (Staphylococcus aureus résistant à la vancomycine) a été identifié en 1997 au Japon et a été trouvé depuis dans des hôpitaux en Angleterre, en France, en Suisse[72] et aux États-Unis. Le VRSA est aussi désigné sous le terme « GISA » (glycopeptide intermediate Staphylococcus aureus) ou « VISA » (vancomycin intermediate Staphylococcus aureus), indiquant une résistance à tous les antibiotiques glycopeptidiques.
- Enterococcus faecium est une autre bactérie multirésistante trouvée en milieu hospitalier[73] : résistance à la pénicilline en 1983, à la vancomycine en 1987 et au linezolide à la fin des années 1990.
- Des pneumonies résistantes à la pénicilline ont été détectées depuis 1967, comme la gonorrhée résistante à la pénicilline. La résistance aux substituts de la pénicilline ne se limite pas aux staphylocoques dorés.
- Escherichia coli est une autre « superbactérie » préoccupante résistante depuis 1993 à cinq variantes de quinolones. En 2016, un nouveau variant a été détecté aux États-Unis, résistant à la colistine (médicament dur considéré comme dernier recours). Le gène de résistance (mcr-1) avait été découvert chez E. coli en Chine, en 2015, puis détecté en Europe[74],[18].
- Mycobacterium tuberculosis est couramment résistant à l'isoniazide et à la rifampicine (souches dites MDR pour Multi Drug Resistant). Les souches également résistantes à l'amikacine, la kanamycine, la capréomycine et aux quinolones (dites XDR pour eXtensively Drug Resistant) sont de plus en plus fréquentes. Il existe également des souches de Mycobacterium tuberculosis résistantes à toutes les molécules antituberculeuses connues (souches dites TDR pour Totally Drug Resistant)[75].
- D'autres pathogènes offrent certaines résistances comme Salmonella, Campylobacter, et Streptocoque.
- En 2009, une entérobactérie produisant une enzyme de type « New Delhi métallo-bêta-lactamase » (et dénommée NDM-1) est identifiée pour la première fois chez un patient suédois ayant été hospitalisé en Inde[76],[73]. L'apparition de cette nouvelle bêta-lactamase est préoccupante car elle confère aux bactéries la possibilité de résister aux carbapénèmes, des antibiotiques de dernier recours[77].

En 2017, l'Organisation Mondiale de la Santé a établi une liste des pathogènes sur lesquels les chercheurs doivent concentrer leurs efforts. Les pathogènes les plus critiques sont Acinetobacter baumannii, Pseudomonas aeruginosa et la classe des entérobactéries (comme Escherichia coli et Klebsiella pneumoniae), car de plus en plus de ces souches deviennent résistantes aux carbapénèmes, des antibiotiques de la famille des béta-lactamines utilisés en dernier recours.

## Situation dans le monde
L'Organisation mondiale de la Santé exploite plusieurs bases de données sur la quantité d'antibiotique utilisée dans le monde, sur l'antibiorésistance, et sur les contre-mesures, alimentées par les autorités sanitaires des pays membres.
Depuis que les antibiotiques sont utilisés à grande échelle, comme pour la résistance aux pesticides, la pharmacorésistance augmente dans le monde et devient préoccupante, en dépit (ou à cause) d'un « arsenal chimique » croissant mal utilisé. Selon l'article introductif d'un numéro spécial (2018) de la revue Science consacré au sujet, « (...)nous nous trouvons au carrefour d'une accélération alarmante de la résistance aux antibiotiques, aux insecticides et aux herbicides (…) face au dilemme sociologique de l’augmentation de la résistance aux pesticides (…) Nous devons de toute urgence revoir notre dépendance aux produits chimiques pour assurer notre sécurité médicale et alimentaire future ». Des microbes s'adaptent même à des trithérapies ; ces mutations peuvent se diffuser d'autant plus vite qu'elles apparaissent chez des organismes se reproduisant rapidement et massivement (ex. : microbe, moustique…), alors que leurs prédateurs (ceux des moustiques vecteurs par exemple) ont une stratégie de reproduction plus lente qui les dessert s'ils sont aussi victimes de la toxicité des produits. De plus, la croissance accélérée des échanges mondiaux exacerbe la diffusion d'espèces résistantes qui, hors de leurs régions d'origine, peuvent aussi devenir « invasives ». La résistance des champignons pathogènes aux antifongiques pose un défi supplémentaire en raison du faible nombre de molécules efficaces en milieux agricole et médical. Une « mauvaise utilisation » des biocides chimiques peut accélérer ou aggraver ces résistances, avec d'importants dommages collatéraux « généralisés aux systèmes naturels, sociaux et économiques ». Selon les auteurs : « L'évolution contournera toujours l'attaque frontale par de nouveaux biocides, et nous ne pourrons peut-être pas inventer tous les nouveaux produits dont nous avons besoin ». Nous devons donc nous aussi « exploiter les mécanismes de l’évolution pour trouver des moyens plus intelligents de minimiser l'érosion de la susceptibilité chimique ». D'autres moyens de gérer les agents pathogènes et ravageurs sont à mobiliser. Il faut une réglementation rigoureuse, cohérente et respectée des prescriptions et usages de biocides/antibiotiques (médicaux et vétérinaires), associée à des mesures d'hygiène, à des barrières physiques aux ravageurs des cultures, etc. Enfin, il est nécessaire d'aborder les questions de détoxication et bioremédiation des environnements pollués par les biocides (dont certains ne sont pas biodégradables et posent des problèmes en s'accumulant et en générant de nouvelles résistances) .

### Nombre de décès et coût économique
Selon le CEPMC et le CDC, la résistance aux antibiotiques cause 700 000 morts par an dans le monde : 25 000 morts en Europe en 2007, et plus de 23 000 aux États-Unis en 2013, entraînant également, sur la même période, un coût de 1,5 milliard d'euros en Europe et de 20 milliards aux États-Unis,. Une commission d'experts crée par le premier ministre britannique estime à 700 000 morts dans le monde pour l'année 2014 (estimation la plus basse) ; elle a fait deux projections de scénario pour 2014-2050 :
1. taux de résistance aux antibiotiques de 100 % (échecs de tous les médicaments) d'ici quinze ans avec taux constant d'infection ;
2. augmentation du taux de résistance aux antibiotiques de 40 % par rapport au taux actuel et doublement des taux d'infection.

300 millions de personnes décéderaient alors prématurément d'ici 2050 et le coût économique sur ces trente-cinq années serait compris entre 60 et 100 billions de dollars,,.
Une étude systématique (2022) a dénombré, pour 2019 dans 204 pays et territoires  1,27 million de décès directement dus à l'antibiorésistance (près de deux fois plus que par le paludisme) ;
- l'Afrique de l'Ouest est la zone la plus touchée (27,3 décès pour 100 000), et l'Australasie la moins concernée (6,7 décès pour 100 000).
- la plupart de ces décès sont causés par six pathogènes différents.

En 2024, selon une étude de modélisation parue dans The Lancet, les décès d'enfants de moins de cinq ans attribuables directement à l'antibiorésistance ont fortement diminués depuis trente ans. Par contre la résistance aux antibiotiques pourrait causer 1,91 million de morts par an dans le monde d'ici 2050, soit un total de 39 millions de morts d'ici 2050, soit une augmentation de 70 % pour ce type de décès, en particulier pour les séniors de plus de 70 ans.

### Situation en Europe
Un « Système de surveillance de la résistance aux antimicrobiens » (EARSS) existe depuis 1999 pour sept bactéries pathogènes pour l’homme et dont la résistance aux antibiotiques est en progression (Streptococcus pneumoniae, Staphylococcus aureus, Enterococcus faecalis, Enterococcus faecium, Escherichia coli, Klebsiella pneumonia et Pseudomonas aeruginosa), ainsi que pour 20 combinaisons germe/antibactérien. Il analyse les cas, et assiste les plans de surveillance nationaux pour notamment adapter les thérapeutiques aux contextes locaux. E. coli semble de plus en plus résistante, dans toute l’Europe, notamment aux aminopénicillines (de 32 à 78 % des bactéries y résistent selon les pays de l' UE et ce taux continue à croître dans les années 2000). La résistance aux quinolones gagne aussi du terrain, et plus vite que pour tous les autres couples bactérie/antibactérien suivis par l'EARSS. Un recul des résistances des staphylocoques dorés à la méticilline est néanmoins observé.
En 2018 une étude du Centre européen de prévention et de contrôle des maladies comptabilise 672 000 infections à bactéries antibiorésistantes en 2015, à l'origine d'environ 33 000 décès, soit plus du double des infections et des décès de 2007. En ce qui concerne les années de vie ajustées sur l'incapacité, la perte est de presque 900 000, soit autant que pour la grippe, la tuberculose et le sida réunis. Le recul des infections à staphylocoque doré résistant (et de quelques autres) est ainsi largement compensé par le développement d'autres infections, notamment celles dues à des bactéries ultrarésistantes émergentes et aux entérobactéries résistantes aux céphalosporines de troisième génération,.

### Situation en France, mesures prises
En 2019, selon une étude du CEPMC, « en France, l'antibiorésistance est la cause de 5 543 décès par an chez des patients atteints d'infections à Bactéries Résistantes, et 124 806 patients développent une infection liée à une bactérie résistante »,.
La France compte parmi les pays les plus consommateurs de médicaments, et l'agriculture et l'élevage y tiennent une place très importante.
L'antibiorésistance y est devenue un problème majeur en santé humaine et animale, avec l'émergence et la diffusion croissante de souches de bactéries de plus en plus résistantes aux antibiotiques. Des émergences conduisent à des impasses thérapeutiques, ou à des situations dramatiques dans le traitement de certaines infections graves : au début du XXIe siècle,  « (...) la France détient, en Europe, le record du taux de résistance aux antibiotiques, soit 50 % pour la pénicilline et 28 % pour la méticilline utilisées respectivement contre le pneumocoque et le staphylocoque doré, qui constituent les principales bactéries à l'origine des infections nosocomiales. » Cette résistance aux antibiotiques croît vite. Dans la dernière étude, « la fréquence des résistances des germes isolés à certains antibiotiques était particulièrement élevée : 64 % des Staphylococcus aureus étaient résistants à la méticilline. Lors de l'enquête en 1996, cette fréquence était de 57 %. (...) Lors de l'enquête, un patient hospitalisé sur 6 recevait un antibiotique ; la large utilisation de certains antibiotiques (fluoroquinolones) fait craindre le développement encore accru de résistances. »

### Données épidémiologiques récentes (Rapport A78/8 OMS)
D’après le rapport A78/8 publié par l’Organisation mondiale de la santé en avril 2025, la résistance aux antimicrobiens constitue l’une des principales menaces actuelles pour la santé mondiale. En 2021, environ 4,71 millions de décès ont été associés à des infections causées par des agents pathogènes résistants, dont 1,14 million directement attribués à l’échec des traitements antibiotiques. Le rapport met en évidence l’aggravation continue du phénomène, notamment dans les régions où l’accès aux soins reste limité et où l’usage des antibiotiques n’est pas suffisamment encadré. Il insiste sur la nécessité d’intensifier les efforts internationaux dans plusieurs domaines clés : l'amélioration des systèmes de surveillance épidémiologique, la limitation de l’usage inapproprié des antimicrobiens en médecine humaine et vétérinaire, le renforcement de la prévention des infections dans les établissements de santé, ainsi que la stimulation de la recherche pour développer de nouveaux agents thérapeutiques. Le document souligne aussi les profondes inégalités d’accès aux traitements efficaces, qui aggravent la vulnérabilité de nombreuses populations face à des bactéries multi-résistantes. 

#### Chez l'être humain
C'« est un des sujets les plus préoccupants en médecine actuellement puisqu'elle (l'antibiorésistance) s'est développée très rapidement (ces dernières décennies) de par le monde et qu'aucune classe nouvelle d'antibiotique n'est attendue dans les prochaines années. » Les sensibilités aux antibiotiques des bactéries avaient les caractéristiques suivantes :
- pour le S. aureus : 20 % résistants à la méticilline et sensibles à la gentamicine ; sensibilité à la méticilline plus importante qu'en 2002 (52,6 % seulement en 2002, contre 69 % en 2004 pour les bactériémies nosocomiales)
- pour les entérocoques : bonne sensibilité à l'ampicilline (environ 10 % de résistance)
- pour Escherichia coli (E. coli) : environ 47 % résistants à l'ampicilline mais sensibles à la céfotaxime[96].

#### Chez les animaux
La plupart des pathogènes pour les humains ont un réservoir ou une origine chez les animaux, et la promiscuité ainsi que l'absence de diversité génétique des élevages industriels intensifs offrent des conditions idéales à l'apparition rapide et à la diffusion de pathogènes antibiorésistants. De même qu'avec le rapprochement OMS-OIE au niveau de l'ONU, l'épidémiologie humaine tend à se rapprocher des sciences vétérinaires et de l'éco-épidémiologie.

#### Réactions institutionnelles
- En 1997 est fondé l’Observatoire national de l’épidémiologie de la résistance bactérienne aux antibiotiques (ONERBA[98]) qui fédère en 2010 quinze réseaux de microbiologistes[99].
- en juin 2003 et juillet 2005 l'Agence française de sécurité sanitaire des produits de santé (Afssaps, maintenant devenue Agence Nationale pour la Sécurité du Médicament ANSM) décident de « maîtriser, dans le respect du bon usage du médicament, le risque de résistance bactérienne au niveau collectif[100]. »
- en 1982 est créé un réseau d'épidémiosurveillance vétérinaire (« Résabo »), mais qui ne concerne que l'antibiorésistantes chez les bovins.
- en 2001, ce réseau Résabo s'élargit au porc et à la volaille et en 2007, renommé Résapath, il intègre progressivement les ovins, caprins et carnivores domestiques (chiens, chats), des animaux chassés (certains pathogènes de quelques sangliers ont été étudiés[97]) et animaux de parcs zoologiques[101],[97].
- à partir de 2004 le Résapath est coordonné par deux laboratoires de l'ANSES (Laboratoire de Lyon et Laboratoire de Ploufragan-Plouzané), avec divers laboratoires départementaux adhérents (privés et publics) sur les aspects microbiologiques et épidémiologiques. Il produit des formations, des essais inter-laboratoires, des référentiels, des avis et conseils, observe les émergences et cherche à en élucider les mécanismes moléculaires. Il fait partie de l'ONERBA, ce qui devrait à terme permettre de mieux travailler sur le lien animal-Homme en connectant mieux les approches d'épidémiologie humaine et vétérinaire et l'écoépidémiologie des pathogènes concernés par l'antibiorésistance, dans une approche One Health.
- l'ANSES organise annuellement (lors de la « journée européenne d'information sur les antibiotiques ») une journée sur l’antibiorésistance animale[102]. Parallèlement au plan Écophyto 2018 existe un  « Plan national de réduction des risques d’antibiorésistance chez l’animal » (EcoAntibio2017), mise en œuvre  par le ministère chargé de l'Agriculture qui semble avoir permis en 2011 « de premiers progrès, notamment dans l'exposition des animaux aux antibiotiques (...) mais, les données recueillies via ces outils confirment aussi l'utilisation encore trop importante, bien qu'en nette régression dans certaines filières, de familles d'antibiotiques critiques pour la santé humaine (céphalosporines de dernières génération et fluoroquinolones). Les efforts engagés sont à poursuivre[97]. »
- depuis 2010 (date de sa création), l'ANSES (avec l'Agence nationale du médicament vétérinaire, Anses-ANMV) travaille avec l'INRA  et des chercheurs européens à mieux comprendre et déjouer les mécanismes d'antibiorésistance, de contagion entre animaux, et de modalités de possibles transmissions entre animal et homme et vice-versa[103], notamment pour de nouvelles émergences telles que des mycoplasmes antibiorésistants chez les bovins[97]. L’Anses publie un rapport annuel sur les ventes de médicaments vétérinaires contenant des antibiotiques en France[104] sur la base de définitions normées[105] et des déclarations des titulaires d’autorisations de mise sur le marché (AMM) [106], en lien avec le Syndicat de l'industrie du médicament et du réactif vétérinaires (SIMV)[107] ;
- en novembre 2012, le Centre d'analyse stratégique publie un rapport sur les bactéries résistantes[108]. Il  préconise un réseau mondial de surveillance, un encadrement des prescripteurs par profilage, conseil, et outils d'aide à la prescription, et des interdictions réglementaires.
- de 2002 à 2012, les ventes d'antibiotiques ont chuté de 9%, mais la France reste le premier pays européen consommateur d'antibiotiques, avec un marché supérieur de 30 % par rapport à la moyenne observée. De plus, en 2005 la consommation d'antibiotiques est en hausse de 3 %. Plus que la virulence des épidémies hivernales, le vieillissement de la population serait une des explications[109].

## Méthodes de détection de la résistance aux antibiotiques
La résistance aux antibiotiques étant un problème de santé publique, il est particulièrement important de pouvoir la mesurer. Les médecins doivent savoir quels antibiotiques utiliser pour traiter une infection bactérienne et les chercheurs doivent pouvoir suivre le développement de nouvelles résistances. La mesure du niveau de résistance des bactéries est donc une technique de routine pratiquée par les labos de recherche ou les hôpitaux. Plusieurs techniques sont disponibles.

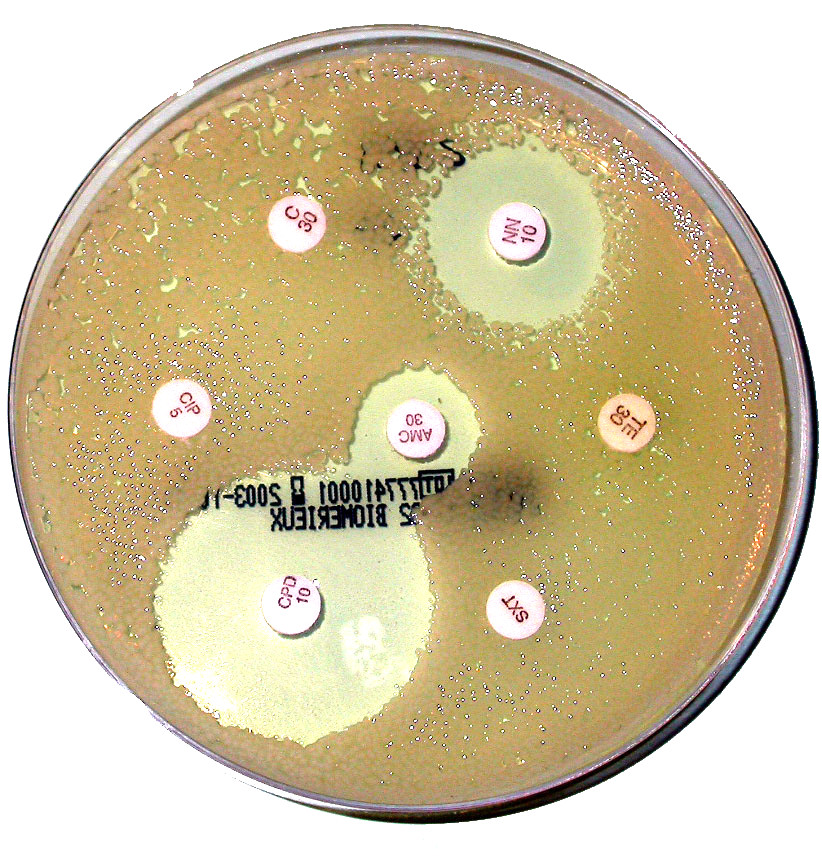
Antibiogramme par disque

### Antibiogramme
Un antibiogramme est une technique de laboratoire visant à tester la sensibilité d'une souche bactérienne vis-à-vis d'un ou plusieurs antibiotiques supposés ou connus.

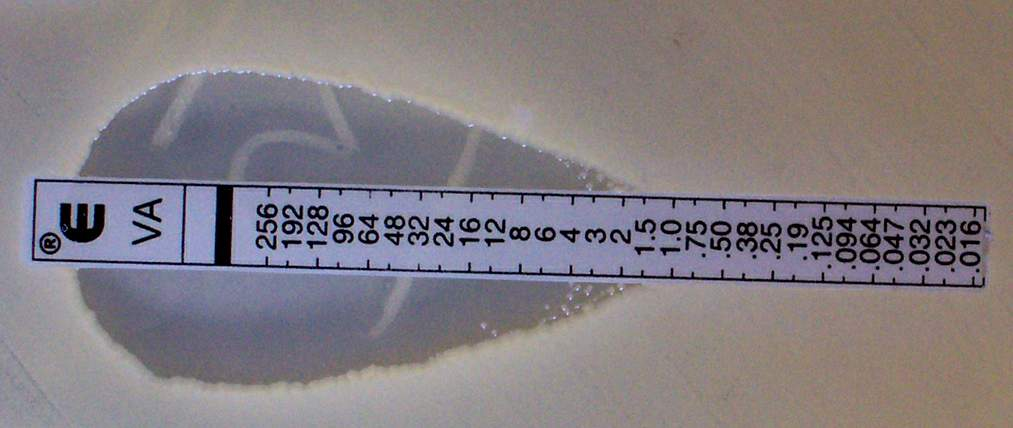
Etest pour l'antibiotique Vancomycin contre S. aureus.

Le principe consiste à placer la culture de bactéries en présence d’un ou plusieurs antibiotiques et à observer les conséquences sur le développement et la survie de celle-ci.
Différentes techniques permettent d'identifier la concentration minimum d’inhibition ou CMI, la plus petite concentration d'antibiotique capable d’empêcher les bactéries de pousser.

#### Méthode de diffusion par disque
La méthode de diffusion par disque, méthode semi-quantitative, est basée sur la diffusion de l'antibiotique dans une gélose de culture sur laquelle pousse les bactéries. On dépose un petit disque de papier imprégné de l'antibiotique à tester sur la gélose où les bactéries sont étalées, puis, lorsque les bactéries ont poussé il est possible d'observer le résultat sont la forme de zone d'inhibition autour du disque où la bactérie n'a pas pu pousser si elle est sensible à cet antibiotique. Il existe trois types d'interprétation selon le diamètre du cercle qui entoure le disque d'antibiotique : souche ou bactérie sensible, intermédiaire ou résistante.

#### Méthode par dilution
La méthode par dilution, méthode quantitative, est basée sur la dilution de l'antibiotique à tester. Les bactéries sont mises à pousser dans des petits puits en plastique en présence de concentration décroissante d'antibiotique. Lorsque les bactéries ont poussé, on identifie le dernier puits qui contient des bactéries, il s'agit de la plus haute concentration d'antibiotique dans laquelle les bactéries sont capables de pousser.

#### E-test
L'E-test est une méthode proche de la méthode des disques, mais où une bande de papier est inhibée d'une concentration croissante et connue d'antibiotique. On mesure jusqu'à quel niveau de la bande les bactéries sont capables de pousser.

## Alternatives à la prescription d'antibiotiques
Les solutions alternatives à l'antibiothérapie demeurent des solutions préventives, complémentaires ou des solutions « de niche ». L'« ère post-antibiotique » n'est en effet pas encore arrivée car les antibiotiques restent le traitement privilégié en raison de leur large diffusion compartimentale, de leur puissante activité bactériostatique, voire bactéricide, de leur spectre d'activité (étroit/large) et des faibles coûts de production par rapport aux biothérapies.

### Hygiène
La mise en isolement des patients porteurs de bacilles multirésistants, avec mesures strictes d'hygiène, fait partie du traitement de base de ces infections.
Le renforcement des techniques d'hygiène, telles que l'utilisation de matériaux à usage unique, le lavage des mains itératif suivant des protocoles bien établis ou l'utilisation de solutions hydro-alcooliques, permettent une moindre dissémination de ces germes.

### Traitements antiviraux
Bien qu'inefficaces contre les maladies d'origine virale, les antibiotiques continuent d'être prescrits massivement dans des cas pour lesquels des traitements antiviraux seraient plus appropriés.
En France, depuis 2002, les campagnes du Ministère de la Santé et de l'Assurance Maladie « Les antibiotiques, c'est pas automatique » ont permis une diminution globale de la consommation d'antibiotiques , mais il demeure des résistances. La feuille de route interministérielle 2024-2034 « Prévention et réduction de l’antibiorésistance, lutte contre la résistance aux antimicrobiens » marque une volonté nationale de poursuivre les efforts contre l'antibiorésistance.

### Vaccins et immunisation passive
Les vaccins ne présentent pas de résistance au sens où on l'entend avec les antibiotiques. Alors que théoriquement prometteurs, les vaccins anti-staphylocoques ont montré des limites d'efficacité à cause des variations génétiques chez les espèces de Staphylococcus et la durée limitée d'efficacité des anticorps produits. Le développement et le test de vaccins plus efficaces sont en cours.
Procédé proche de la vaccination, l'immunisation passive consiste à administrer des anticorps dirigés contre les micro-organismes infectieux.

### Thérapie génique
La thérapie génique est une alternative plus récente qui pourrait résoudre les problèmes de résistance.[Comment ?]

### Phagothérapie
La phagothérapie est l'utilisation de bactériophages (ou phages) lytiques, virus n’attaquant que les bactéries, afin de lutter contre la prolifération de bactéries antibiorésistantes. La stratégie était utilisée avant la découverte des antibiotiques et a été abandonnée au profit de l’antibiothérapie. Certains pays de l'ancienne Union soviétique ont maintenu une tradition de recherche et de production : en 2017, plus d'un milliard de boîtes de solutions phagiques ont été vendues en Russie. 
Depuis le milieu des années 1990, le développement des infections à bactéries multirésistantes et l’absence de nouveaux antibiotiques efficaces remet en selle la stratégie phagothérapeutique,. La phagothérapie est soumise néanmoins à une Autorisation temporaire d'utilisation (ATU) de l'ANSM, dont la délivrance est difficile et rare.
Les enzybiotiques pourraient constituer une voie de recherche dérivée de la phagothérapie, qui a déjà montré une efficacité accrue dans le cas du Staphylocoque doré.

### Autres
- La synthèse de molécules « anti-virulence »[121]
- La stimulation des défenses immunitaires innées : recherche de molécules immuno-stimulatrices qui induisent la synthèse de peptides antimicrobiens[122]
- L'utilisation de bactéries « tueuses », par exemple Bdellovibrio parasitant les bactéries de type Gram négatif[123]
- La lutte contre les biofilms est une question étroitement corrélée à l'antibiorésistance à cause du « phénomène de conjugaison », qui modifie la signature génétique des bactéries. Une équipe canadienne a par exemple proposé une solution utilisant des enzymes[124], pour lutter contre la matrice polysaccharide des biofilms.

## Réactions en France
- En 2011 (novembre), un premier plan Ecoantibio 2012-2016 a été lancé, visant -25 % d'usage d'antibiotiques en 5 ans, avec un focus sur les antibiotiques critiques en médecine vétérinaire et humaine. Son objectif global a été atteint (-36,5 % en 5 ans)[36] ;
- en 2014, La loi d'avenir pour l'agriculture, l’alimentation et la forêt [125] fixe quelques objectifs supplémentaires pour les antibiotiques de médecine humaine (-25 % en 3 ans de l’utilisation des Fluoroquinolones et Céphalosporines de 3e et 4e générations, qui sont l'alternative ou une des seules alternatives pour le traitement de certaines maladies infectieuses humaines), avec 2013 comme année de référence ; objectif atteint et largement dépassé en 2016[36] ;
- en 2016, un décret et un arrêté interministériel encadrent mieux la prescription et la délivrance des médicaments vétérinaire contenant des antibiotiques d’importance critique[36].
- en 2017, un second plan (Ecoantibio 2017-2021) vise à poursuivre l'exposition des animaux aux antibiotiques, via la communication et la formation, via des alternatives aux antibiotiques et une meilleure prévention des maladies animales. Un focus est fait sur la colistine (objectif de -50 % en 5 ans) pour trois filière (bovine, porcine et avicole)[36] ;
- en 2020, l'ANSES a estimé qu'en 2018, 471 tonnes d’antibiotiques ont été vendus en France, soit -5,5 % par rapport 2017 (499 t/an). C'est le tonnage le plus bas enregistré depuis 1999 (début du suivi, où 1 311 t avaient été vendues) ; en 2018, les ventes déclarées avaient nettement diminué (-48,2 % par rapport à 2011, l'année de référence pour le plan Ecoantibio 2012-2016)[36]. Ceci s'explique par une forte chute des ventes d’antibiotiques oraux[36]. De 2011 à 2018, l’exposition globale des animaux domestiques aurait diminué de 38,4 % : -72,5 % pour les prémélanges médicamenteux, -41,6 % pour les poudres et solutions orales, et -9,4 % pour les injectables. Toutes les types d'élevages suivis en France depuis 2011 ont diminué leurs achats (en poids). Le nombre de traitements intramammaires moyen par vache laitière a aussi diminué (-8,9 % entre 2011 et 2018), mais après une nette amélioration, l’exposition globale des animaux a à nouveau augmenté (+0,7 %) de 2017 à 2018, plus ou moins selon les espèces avec par exemple -11,3 % pour les volailles, -2,7 % pour les porcs, -2,0 % pour les carnivores domestiques mais +8,4 % chez les bovins et + 2% pour les lapins. Les solutions injectables ont augmenté de 7,1 % de 2017 et 2018 alors que les prémélanges médicamenteux diminuaient (-12,0 %) et que les poudres et solutions orales augmentaient de 1,9 % [36]. En outre le nombre moyen de traitements intramammaires par vache laitière a augmenté (+ 6,1 % de 2017 à 2018). Pour la famille critique des fluoroquinone, l'ANSES signale une forte augmentation de l’utilisation des injectables (+ 52,4 % toutes espèces confondues) qui annule une partie des effets de la réduction des apports oraux (qui ont eux, chuté de 26,9 %). In fine, de 2017 à 2018, l’exposition aux Fluoroquinolones a augmenté pour les bovins, porcs, carnivores domestiques et chevaux, tout en diminuant chez les volailles[36]. Un relâchement est constaté de la part des éleveurs et vétérinaires pour les Fluoroquinolones et les Céphalosporines de dernières générations, se traduisant par un rebond de l’exposition des animaux d'élevage à ces antibiotiques en 2017-2018. 
Concernant la colistine, pour laquelle en novembre 2015 a été démontré une résistance transférable par plasmide, le plan Ecoantibio 2017-2021, sur recommandation de l'ANSES[126], a visé -50 % d'exposition en France, ce qui est presque atteint en 2018 chez le porc, et moindrement par les filières bovine et avicole[36]. Cependant, bien que « toute importation de médicaments sur le territoire douanier national [soit] soumise à une autorisation préalable » (autorisation d’importation commerciale obligatoire, délivrée par l’ANSM)[127] , il est difficile de savoir combien se font d'achats d'antibiotiques en ligne sur des sites étrangers légaux ou illégaux (contribuant alors à l'automédication et à la diffusion d'antibiorésistances), sans prescription médicale ou vétérinaire, sans même évoquer les produits de santé illicites ou faux produits et vendus en ligne par des réseaux cybercriminels (rien qu'en 2018, en France 466 000 médicaments illicites, venus à plus de 70 % d’Asie (Inde et Singapour surtout) et une tonne de produits en vrac ont été saisis par la Douane, débouchant sur 13 enquêtes judiciaires)[128]. En 2020, L'OMS estime qu’environ 50 % des médicaments vendus sur Internet sont falsifiés (contrefaits ou non autorisés) et selon l'Institut de recherche anti-contrefaçon de médicaments (IRACM), 96 % des pharmacies en ligne seraient illégales, conçues pour duper le consommateur, certains empruntant même d'anciennes URL d'officine légale (« cybersquattage »). L'Ordre national des pharmaciens tient une liste à jour des sites de vente en ligne de médicaments autorisés par les ARS en France[129] et l’Union européenne a produit une directive pour soumettre ces crimes au droit pénal (convention Médicrime) et sécuriser la distribution de médicaments, dont sur Internet [130].
- en 2021, Madame Catherine Procaccia, sénatrice et Vice-présidente de l’Office parlementaire d'évaluation des choix scientifiques et technologiques publie une note scientifique qui incite à développer la phagothérapie pour lutter contre l'antibiorésistance : « Il conviendrait au contraire de permettre à brève échéance un recours accru aux phages »[131].